# Gabriel (Kremenecki)
Gabriel, imię świeckie Hryhorij Fedorowycz Kremenecki (ur. 1708 w Nosówce, zm. 29 lipca?/9 sierpnia 1783 w Kijowie) – biskup Rosyjskiego Kościoła Prawosławnego pochodzenia ukraińskiego.

## Życiorys
Edukację w zakresie filozofii i teologii rozpoczął w Kijowskiej Akademii Duchownej, zakończył w 1736 w Moskiewskiej Akademii Duchownej. Po uzyskaniu dyplomu został zatrudniony w seminarium duchownym przy Ławrze Aleksandra Newskiego jako wykładowca. W 1739, po złożeniu wieczystych ślubów mniszych, został jego prefektem.
Od 1748 był stałym członkiem Świątobliwego Synodu Rządzącego, wchodząc w jego skład w związku z objęciem godności przełożonego Monasteru Nowospasskiego. 17 września 1749 został wyświęcony na biskupa kołomieńskiego i kaszyrskiego, zaś w 1755 objął katedrę kazańską. W 1762 został arcybiskupem petersburskim. Urząd ten sprawował przez osiem lat, gdyż w 1770 przeniesiono go na katedrę kijowską i halicką. Szczególnie troszczył się o sytuację Kijowskiej Akademii Duchownej, na którą przeznaczał datki z osobistych środków. Na ziemiach ukraińskich zwalczał lokalne tradycje i obyczaje cerkiewne, wprowadzając tradycje i zwyczaje typowe dla Rosji carskiej. Przyczynił się do rusyfikacji Akademii Mohylańskiej.
Brał udział w sądzie nad metropolitą nowogrodzkim Arseniuszem i w obrzędzie pozbawienia go urzędu i znaków godności biskupiej. Poparł carycę Katarzynę II w działaniach na rzecz sekularyzacji majątku kościelnego i przygotowywał na jej potrzeby szczegółowy opis dóbr cerkiewnych. 
Zmarł w 1783 i został pochowany w soborze Mądrości Bożej w Kijowie.